# Tau
Tau (grčki srednji rod: ταῦ; veliko slovo T; malo slovo τ) devetnaesto je slovo grčkog alfabeta i ima brojčanu vrijednost 300. Izgovara se /t/.
Njime se između ostaloga označuju:
- tau lepton u fizici
- moment sile
- vlastito vrijeme u teoriji relativnosti
- različita vremena života, raspada i slično, primjerice u radioaktivnosti
- Tau križ.

Slovo tav iz feničkog pisma izvor je grčkoga slova tau:
| Protosemitsko T  | Feničko tav | Grčko tau |
| Proto-semitsko T | Feničko tav | Grčko tau |

Standardi Unicode i HTML ovako predstavljaju grčko slovo tau:
|                | Unikod | Unikod                   | HTML     | HTML  | izgled ovisi o pregledniku | poveznice (engl.)                |
| k. točka       | naziv  | kod                      | entitet  |       | izgled ovisi o pregledniku | poveznice (engl.)                |
| -------------- | ------ | ------------------------ | -------- | ----- | -------------------------- | -------------------------------- |
| Veliko slovo T | U+03A4 | GREEK CAPITAL LETTER TAU | &#x03A4; | &Tau; | Τ                          | detaljni podaci test preglednika |
| Malo slovo τ   | U+03C4 | GREEK SMALL LETTER TAU   | &#x03C4; | &tau; | τ                          | detaljni podaci test preglednika |